# Dalbergia cearensis
Dalbergia cearensis Ducke è un albero della famiglia delle Fabacee spesso chiamato pao violeto o violetta.
Cresce in alcune zone del Brasile e può raggiungere un'altezza di 15-20 metri.

## Conservazione
La Lista rossa IUCN classifica Dalbergia cearensis come specie prossima alla minaccia di estinzione (Near Threatened).

## Caratteristiche ed usi del legname
Questo palissandro presenta un colore bruno-violaceo striato di nero, tessitura diritta con grana fine e regolare. Può causare reazioni allergiche in soggetti sensibili. Il peso specifico varia tra i 980 e i 1.100 kg/m³.
Viene impiegato per impiallacciature, tornitura, intarsi e in liuteria.
John Parris usa il pao violeto per la costruzione delle sue stecche da biliardo.